# Stenaelurillus arambagensis
Stenaelurillus arambagensis is een spinnensoort uit de familie springspinnen (Salticidae).
De wetenschappelijke naam van de soort werd in 1992 als Marpissa arambagensis gepubliceerd door Bijan Kumar Biswas & Kajal Biswas.